# Sheena Shaw
Sheena Shaw (Naples, Florida; 30 de septiembre de 1985) es una actriz pornográfica y modelo erótica estadounidense.

## Biografía
Sheena Shaw, nombre artístico de Samantha Ann McElwain, nació en Tampa, en el estado de Florida en 1985, en una familia de ascendencia francesa. A los 17 años, en 2002, se alistó como voluntaria en la Armada, donde trabajó diez meses como técnico de código morse. Tras acabar esta etapa comenzó una carrera como estríper, trabajando en diversos clubes de estriptis.
Continuó su carrera como estríper hasta octubre de 2011, cuando debutó como actriz pornográfica a los 26 años de edad, rodando su primera escena para Reality Kings.
Como actriz, ha trabajado para productoras como Evil Angel, Elegant Angel, Devil's Film, Jules Jordan Video, Brazzers, Pure Play Media, Kick Ass, Lethal Hardcore, FM Concepts, Zero Tolerance, New Sensations, Kink.com o Wicked Pictures.
Durante su carrera pornográfica, Sheena Shaw destacó, como Roxy Raye, como Sheena Shaw, por sus diversas escenas de sexo hardcore, muchas de ellas de sexo anal y doble penetración (también en la variante anal). Grabó su primera escena de sexo anal en la película Anal Lessons.
En 2013 participó en numerosas producciones de Jules Jordan Video y de Evil Angel. Al año siguiente se supo que había mantenido relaciones sexuales con el creador de la compañía, John Stagliano, quien en 1997 contrajo el sida. Por las mismas, Sheena se quedó embarazada y fue contagiada, desconociéndose si el fruto de dicha relación también la contrajo. La noticia de su embarazo avivó una polémica en la industria pornográfica estadounidense que fue aprovechada por otras actrices para denunciar a Stagliano y Evil Angel y también a Shaw por no avisar de su enfermedad antes de los rodajes.
En 2014, antes de conocerse esta noticia, Sheena Shaw destacó por sus múltiples nominaciones en los Premios AVN, donde obtuvo seis: Artista femenina del año, Mejor escena de sexo anal y Mejor Tease Performance por Evil Anal 17, Mejor escena de doble penetración por Wet Asses, Mejor escena de sexo oral por Massive Facials 6 y Mejor escena de trío M-H-M por Rump Raiders 4.
Ese año también obtuvo dos nominaciones en los Premios XBIZ en la categoría de Mejor escena de sexo en película gonzo por las películas Anal Supersluts y Le Wood Anal Hazing Crew 2.
Se retiró en 2015, si bien volvió a reaparecer en algunas producciones en 2016, como All Star Super Sluts 2, así como en 2018, cuando la industria pensaba en una retirada formal de la actriz, con la película Anal Acrobats 10. Regresó para grabar nuevas escenas a mediados de 2018, tras cerca de tres años fuera. A lo largo de su carrera ha aparecido en más de 250 películas como actriz.
Otras películas de su filmografía han sido Anal Fanatic 5, Big League Squirters 6, Deep Inside Sheena Shaw, Facial Violation, Fluid, Gape Me 2, Ideal Companion, Mandingo Massacre 7, Naughty Nannies, Rear View 3, Sheena School o Tiny Chicks Struggle To Fit Huge Dicks.

## Premios y nominaciones
| Año  | Ceremonia    | Resultado | Premio                                       | Trabajo                         |
| ---- | ------------ | --------- | -------------------------------------------- | ------------------------------- |
| 2013 | Sex Awards   | Nominada  | Porn's Best Body                             | —                               |
| 2014 | Premios AVN  | Nominada  | Artista femenina del año                     | —                               |
| 2014 | Premios AVN  | Nominada  | Mejor escena de sexo anal                    | Evil Anal 17                    |
| 2014 | Premios AVN  | Nominada  | Mejor escena de doble penetración            | Wet Asses                       |
| 2014 | Premios AVN  | Nominada  | Mejor escena de sexo oral                    | Massive Facials 6               |
| 2014 | Premios AVN  | Nominada  | Mejor Tease Performance                      | Evil Anal 17                    |
| 2014 | Premios AVN  | Nominada  | Mejor escena de trío M-H-M                   | Rump Raiders 4                  |
| 2014 | Premios XBIZ | Nominada  | Mejor escena de sexo en película gonzo       | Anal Supersluts                 |
| 2014 | Premios XBIZ | Nominada  | Mejor escena de sexo en película gonzo       | Le Wood Anal Hazing Crew 2      |
| 2014 | Premios XRCO | Nominada  | Orgasmic Analist of the Year                 | —                               |
| 2014 | Premios XRCO | Nominada  | Superslut of the Year                        | —                               |
| 2015 | Premios AVN  | Nominada  | Premio fan: Culo más épico                   | —                               |
| 2024 | Premios AVN  | Nominada  | Artista lésbica del año                      | —                               |
| 2024 | Premios AVN  | Nominada  | Mejor escena escandalosa de sexo             | Breakfast at Sheena's           |
| 2025 | Premios XMA  | Nominada  | Mejor escena de sexo en película performance | Sheena Shaw Ultimate Anal Queen |